# Monchi
Ramón Rodríguez Verdejo, dit Monchi, né le 20 septembre 1968 à San Fernando, est un ancien footballeur espagnol ayant évoluant au poste de gardien de but dans les années 1990.

## Biographie

### Carrière de joueur au Séville FC (1988-1999)
Né à San Fernando, en Andalousie, Monchi intègre le centre de formation du Séville FC, club principal de la région. Il fait ses débuts avec l'équipe réserve en 1988 en troisième division nationale.
À l'été 1990, Monchi est intégré à l'équipe première du Séville FC, évoluant en première division. Il réalise sa première apparition le 13 janvier 1991 lors d'un match nul (1-1) contre la Real Sociedad. Durant la plus grande partie de sa carrière, Monchi évolue dans un rôle de doublure de Juan Carlos Unzué, gardien emblématique du club de cette période. À partir de 1995, il joue de plus en plus, faisant même 26 matchs durant la seule saison 1996-1997, celle qui mènera le club à la relégation.
Lors de la saison 1998-1999, il joue une vingtaine de matchs et se révèle décisif dans la promotion de son club dans l'élite. Il prend sa retraite à l'issue de la saison, à l'âge de 30 ans.
Au total, Monchi aura disputé 53 matchs en première division et 30 matchs en deuxième division.

### Reconversion dans le management en football (depuis 2000)
En 2000, Monchi est nommé manager du Séville FC. Il lui est indiqué deux objectifs : développer le centre de formation et les équipes juniors, ainsi qu'un vaste réseau de recrutement aussi bien en Espagne qu'à l'étranger.
Il réussit ces objectifs avec succès, révélant de nombreux jeunes joueurs dans le club andalou (comme Diego Capel, Alberto Moreno Pérez, Jesús Navas, Antonio Puerta, Sergio Ramos, José Antonio Reyes) et installant 700 recruteurs à travers le monde. Grâce à ce réseau, il a permis l'arrivée dans le club de nombreux joueurs importants, tels qu'Adriano, Dani Alves, Júlio Baptista, Federico Fazio, Seydou Keita, Wissam Ben Yedder ou Ivan Rakitić. Le club s'est ensuite installé dans la première moitié de la première division nationale, tout en dégageant un bénéfice important, estimé entre 100 et plus de 200 millions d'euros,,.
Le 24 avril 2017, il quitte le Séville FC et devient le directeur sportif de l'AS Rome, poste qu'il occupera jusqu'au 8 mars 2019.
Le 1er avril 2019, près de deux ans après son départ, il effectue son retour au poste de directeur sportif du Séville FC, poste qu'il occupera jusqu'en juin 2023 afin devenir le directeur sportif d'Aston Villa.